# شرک ۵
شرک ۵ (به انگلیسی: Shrek 5) فیلمی پویانمایی فانتزی کمدی آمریکایی آماده اکران بر اساس کتاب مصور ۱۹۹۰ شرک! نوشته ویلیام استیگ است که توسط دریم‌ورکس انیمیشن تولید و توسط یونیورسال پیکچرز توزیع شده است. این فیلم دنباله‌ شرک برای همیشه (۲۰۱۰) و پنجمین قسمت اصلی و هفتمین قسمت کلی از مجموعه فیلم‌های شرک محسوب می‌شود. این فیلم توسط والت دورن و کنراد ورنن با همکاری برد ابلسن کارگردانی شده و فیلم‌نامه آن توسط مایکل مک‌کالرز نوشته شده و توسط مدیرعامل ایلومینیشن، کریس ملداندری و جینا شی، تهیه شده است. مایک مایرز، ادی مورفی و کامرون دیاز صداپیشگی خود را از فیلم‌های قبلی در نقش‌های شرک، خر و پرنسس فیونا با پیوستن زندایا به بازیگران، تکرار خواهند کرد.
پنجمین فیلم شرک در ابتدا زمانی که شرک ۲ (۲۰۰۴) با تحسین منتقدان روبه‌رو شد، برای اکران در سال ۲۰۱۳ برنامه‌ریزی شد. اما زمانی که جفری کاتزنبرگ، مدیر عامل سابق دریم ورکس تصمیم گرفت این فرنچایز را با چهارمین فیلم خود پایان دهد، برنامه‌های ساخت قسمت پنجم کنار گذاشته شد و شرک برای همیشه به عنوان آخرین فیلم شرک اکران شد. با این حال، توسعه فیلم در سال ۲۰۱۴ دوباره آغاز شد. یونیورسال پیکچرز به‌طور رسمی تولید پنجمین فیلم شرک را تأیید کرد، زمانی که دریم‌ورکس انیمیشن در سال ۲۰۱۶ توسط ان‌بی‌سی یونیورسال خریداری شد و به‌روزرسانی‌هایی که از سپتامبر ۲۰۱۶ تا فوریه ۲۰۲۵ در مورد فیلم اعلام شد، تا اینکه با انتشار یک تیزر تریلر، ساخت آن به صورت رسمی اعلام شد.
شرک ۵ برای اکران در ۳۰ ژوئن ۲۰۲۷ در ایالات متحده برنامه‌ریزی شده‌ است.

## صداپیشگان
- مایک مایرز در نقش شرک[۱]
- ادی مورفی در نقش خر[۱]
- کامرون دیاز در نقش پرنسس فیونا[۱]
- زندایا در نقش فلیشیا، دختر شرک و فیونا[۲]

## تولید

### پس‌زمینه
پس از موفقیت شرک ۲ در مه ۲۰۰۴، جفری کاتزنبرگ، مدیرعامل دریم‌ورکس انیمیشن، برنامه‌ریزی کرد که مجموعه‌ای پنج‌فیلمی را تولید کند که با شرک (۲۰۰۱) آغاز شده و با قسمت پنجم به پایان برسد. پس از اکران شرک ۳ در سال ۲۰۰۷، کاتزنبرگ اعلام کرد که قسمت پنجم این مجموعه در سال ۲۰۱۳ منتشر خواهد شد.
در مه ۲۰۰۹، دریم‌ورکس اعلام کرد که عنوان فیلم چهارم شرک برای همیشه خواهد بود و این فیلم آخرین قسمت از مجموعه شرک خواهد بود. این موضوع بعدها در سال ۲۰۰۹ توسط بیل دماشکه، مدیر سابق بخش تولید خلاقانه دریم‌ورکس انیمیشن، تأیید شد. او گفت: «همه چیزهایی که در فیلم اول دربارهٔ شرک دوست‌داشتنی بود، در این فیلم نهایی آورده شده است.» جاش کلاسنر، یکی از نویسندگان شرک برای همیشه، در سال ۲۰۱۰ دربارهٔ تکامل فیلم‌نامه توضیح داد: «وقتی من برای اولین بار وارد پروژه شدم، قرار نبود این فصل نهایی باشد — در ابتدا قرار بود پنج فیلم شرک ساخته شود. اما حدود یک سال پس از توسعه پروژه، جفری کاتزنبرگ تصمیم گرفت که داستانی که ما برای آن آمده‌ایم، بهترین راه برای پایان دادن به سفر شرک است، که این بسیار دلگرم‌کننده بود.»
در فوریه ۲۰۱۴، در مصاحبه‌ای با فاکس بیزنس، کاتزنبرگ اشاره کرد که ممکن است فیلم پنجم همچنان ساخته شود. او دربارهٔ شخصیت‌های مجموعه گفت: «ما دوست داریم کمی به آنها استراحت دهیم. اما فکر می‌کنم می‌توانید مطمئن باشید که فصل دیگری از مجموعه شرک خواهیم داشت. ما کارمان تمام نشده، و مهم‌تر از آن، شرک هم کارش تمام نشده است».

### توسعه
در ژوئن ۲۰۱۶، پس از اینکه ان‌بی‌سی یونیورسال، زیرمجموعه‌ کامکست، دریم‌ورکس انیمیشن را به مبلغ ۳٫۸ میلیارد دلار خریداری کرد، استیو برک، مدیر ارشد ان‌بی‌سی یونیورسال، درباره‌ برنامه‌هایش برای احیای فرنچایز شرک و دیگر فیلم‌های دریم‌ورکس صحبت کرد. در ژوئیه ۲۰۱۶، هالیوود ریپورتر به نقل از منابعی گزارش داد که برنامه‌ریزی برای انتشار فیلم پنجم در سال ۲۰۱۹ انجام شده است. در سپتامبر ۲۰۱۶، ادی مورفی تأیید کرد که انتظار می‌رود فیلم در سال ۲۰۱۹ یا ۲۰۲۰ اکران شود و فیلم‌نامه آن نیز کامل شده است. داستان اصلی فیلم توسط مایکل مک‌کالرز بر اساس ایده‌ خودش نوشته شد. وقتی در مارس ۲۰۱۷ از او درباره‌ فیلم‌نامه شرک ۵ سؤال شد، او گفت که این فیلم‌نامه شامل «یک بازآفرینی بسیار بزرگ» برای مجموعه فیلم‌های شرک است.
در نوامبر ۲۰۱۸، ورایتی گزارش داد که کریس ملداندری، مدیرعامل ایلومینیشن، به‌عنوان یکی از تهیه‌کنندگان اجرایی فیلم بی‌عنوان شرک و اسپین‌آف آن، گربه چکمه‌پوش: آخرین آرزو انتخاب شده است، با این احتمال که بازیگران اصلی دوباره نقش‌های خود را ایفا کنند. در دسامبر ۲۰۲۲، آنتونیو باندراس تأکید کرد که یک فیلم جدید از شرک همچنان در دست توسعه است. این فیلم در صحنه‌های پس از تیتراژ گربه چکمه‌پوش: آخرین آرزو مورد اشاره قرار گرفت، جایی که گربه به سرزمین خیلی خیلی دور بازمی‌گردد. در آوریل ۲۰۲۳، ملداندری تأیید کرد که فیلم پنجم شرک در حال توسعه است و بازیگران اصلی—مورفی، مایک مایرز، و کامرون دیاز—در حال مذاکره برای بازگشت به نقش‌های خود هستند. ملداندری بیان کرد که فیلم‌سازان تلاش خواهند کرد تا «عناصر اصلی که مخاطبان دوست داشتند» را شناسایی کنند و «به آنها احترام بگذارند»، مشابه رویکردی که در فیلم برادران سوپر ماریو محصول ایلومینیشن اتخاذ شد.
در ژوئن ۲۰۲۴، در حین تبلیغ پلیس بورلی هیلز: اکسل اف، مورفی تأیید کرد که چند ماه قبل ضبط دیالوگ‌های خود برای شرک ۵ را آغاز کرده است و انتظار دارد این فیلم در سال ۲۰۲۵ منتشر شود. در ژوئیه ۲۰۲۴، دریم‌ورکس اعلام کرد که فیلم با عنوان موقت شرک ۵ در ۱ ژوئیه ۲۰۲۶ اکران خواهد شد و مایرز، مورفی و دیاز برای ایفای نقش‌های خود بازخواهند گشت. والت دورن، که پیش‌تر به‌عنوان هنرمند داستان در شرک ۲ و شرک ۳ و همچنین رئیس بخش داستان و صداپیشه شخصیت رامپل‌استیلتسکین در شرک برای همیشه فعالیت کرده بود، به‌عنوان کارگردان فیلم معرفی شد. برد ابلسون، یکی از کارگردانان مینیون‌ها: ظهور گرو محصول ایلومینیشن نیز به‌عنوان کارگردان مشترک و جینا شی به‌همراه کریس ملداندری به‌عنوان تهیه‌کننده در پروژه حضور دارند. در ژانویه ۲۰۲۵، اعلام شد که کنراد ورنون، که پیش از این به عنوان کارگردان مشترک شرک ۲ فعالیت کرده است و صدای شخصیت مرد شیرینی زنجفیلی را در فیلم‌های قبلی برعهده داشت، به همراه دورن برای کارگردانی این فیلم بازگشته است. در اواخر فوریه ۲۰۲۵، مشخص شد که زندایا به جمع بازیگران پیوسته و در نقش فلیشیا، دختر شرک و فیونا، صداپیشگی می‌کند. تا ژوئیه ۲۰۲۵، به گفته مورفی، ضبط صدا همچنان ادامه داشت.

## بازاریابی
اولین تریلر اعلام حضور بازیگران در ۲۷ فوریه ۲۰۲۵ منتشر شد که سبک بصری جدید و طراحی به‌روزرسانی‌شده‌ شخصیت‌ها را معرفی کرد و بحث‌هایی را برانگیخت. برخی از بینندگان این تغییرات را با واکنش‌های منفی به بازطراحی سونیک خارپشت در سال ۲۰۱۹ مقایسه کردند. برخی منتقدان ظاهر جدید را به دلیل از دست دادن جذابیت و سبک هنری اصلی شرک مورد انتقاد قرار دادند، در حالی که برخی دیگر تا حدی به دلیل پیشرفت‌های تکنولوژیکی از آخرین قسمت، دیدگاه مثبت‌تری داشتند.

## انتشار
شرک ۵ قرار است در ۳۰ ژوئن ۲۰۲۷ در ایالات متحده اکران شود. پیش‌تر، تاریخ انتشار این فیلم برای ۱ جولای ۲۰۲۶ برنامه‌ریزی شده بود، اما به ۲۳ دسامبر ۲۰۲۶ موکول شد تا مینیون‌ها ۳ از ایلومینیشن جایگزین تاریخ قبلی آن شود. در اوت ۲۰۲۵، تاریخ اکران فیلم بار دیگر به تاریخ فعلی تغییر یافت. این فیلم قرار است ۱۷ سال پس از اکران شرک برای همیشه و ۲۶ سال پس از فیلم اصلی شرک اکران شود.
بر اساس قرارداد بلندمدت یونیورسال با نتفلیکس، این فیلم در چهار ماه اول دوره پخش تلویزیونی اشتراکی بر روی پیکاک در دسترس خواهد بود، سپس به مدت ده ماه در نتفلیکس نمایش داده می‌شود و در نهایت برای چهار ماه باقی‌مانده به پیکاک بازمی‌گردد.